# رفیق جبور
رفیق جبور (انگلیسی: Rafik Djebbour؛ زاده ۸ مارس ۱۹۸۴) یک بازیکن فوتبال اهال فرانسه-الجزایر است.